# Il tutore burlato
Il tutore burlato è un'opera buffa in tre atti del compositore Vicente Martín y Soler su libretto di Filippo Livigni. Il testo originalmente fu scritto dallo stesso Livigni per Giovanni Paisiello, il quale lo mise in scena come il dramma giocoso La frascatana nell'autunno del 1774 a Teatro San Samuele di Venezia.
È la prima opera che il compositore spagnolo compose e fu rappresentata per la prima volta nel 1775 al Palacio de San Ildefonso a Segovia. Tre anni dopo, nel 1778, quando ormai Martin y Soler aveva già lasciato la Spagna e fatto rotta per l'Italia, vi fu il primo adattamento con la traduzione del testo del libretto in spagnolo (realizzata da Pablo Esteve), il quale fu rappresentato come la zarzuela La Madrileña al Teatro de la Cruz di Madrid.

## Rappresentazioni in tempi moderni e registrazioni
In tempi moderni questa opera buffa fu oggetto di due allestimenti con relative registrazioni. La prima nel 1995, nella quale si seguì l'adattamento di Pablo Esteve, quindi con il testo in spagnolo e con il titolo El tutor burlado o  La madrileña. Invece nella seconda, andata in scena al Teatro Real di Madrid il 18 giugno 2007, venne utilizzato il libretto originale con il testo in italiano e quindi il titolo Il tutore burlato.